# Paul Deschamps
Pour les articles homonymes, voir Deschamps et Paul Deschamps (homonymie).
Paul Deschamps, né le 19 septembre 1888 à Paris 7e où il est mort le 25 février 1974, est un historien et historien de l'art médiéviste français. Il était membre de l'Institut.

## Biographie
Paul Deschamps est archiviste paléographe de formation, promotion 1911 de l'École nationale des chartes, il est ensuite nommé sous-bibliothécaire à la bibliothèque Mazarine. Nommé directeur du musée des monuments français au Trocadéro en 1927, il y crée le département des peintures murales. Il reste à ce poste jusqu'en 1961. Il a été secrétaire et professeur à l'École des chartes, bibliothécaire de la bibliothèque Thiers et secrétaire de la revue Le Moyen Âge. 
Il dirige trois campagnes d'études portant sur l'archéologie médiévale en Syrie alors sous mandat français, en 1927, 1929 puis en 1936 : il obtient l'achat du Krak des chevaliers par le gouvernement français en 1933 et publie plusieurs ouvrages sur les forteresses du Levant.
Suivant une idée qu'il a commencé à mettre à exécution en 1933, il profite de la dépose de panneaux de vitraux pendant la Deuxième Guerre mondiale pour en faire faire des copies par de grands maîtres verriers comme Jean Gaudin, Jean-Jacques Gruber, Louis Barillet, Paul Louzier et François Lorin. Ceux-ci travaillent sur des vitraux originaux des cathédrales de Bourges, cathédrale de Poitiers, du Mans, de Chartres, de Rouen et de Sens, de l’ancienne église des Cordeliers à Châteauroux, de la Sainte-Chapelle à Paris, de l’église de la Sainte Trinité à Vendôme et de l’église Saint-Pierre-le-Rond à Sens.
Il participe à la polémique sur les origines de l'Art roman : à la suite de la publication de l'historien de l'art américain Kingsley Porter pour qui l'art roman serait originaire d'Espagne et non de France, Paul Deschamps prend la tête de la critique de cette thèse, défendant une origine nationale de cet art, en compagnie notamment d'Eugène Lefèvre-Pontalis.
Il est élu membre de l'Académie des inscriptions et belles-lettres le 13 novembre 1942. À ce titre, il assure la fonction de conservateur du musée Jacquemart-André de l'abbaye de Chaalis de 1963 à sa mort. Son épouse est décédée en 1976.
Il est le père de l'acteur Hubert Deschamps.

## Distinctions
- Commandeur de la Légion d'honneur

## Œuvres
- Terre Sainte romane, collection Zodiaque, 1964
- Combats de cavalerie et épisodes des Croisades dans les peintures murales du XIIe et du XIIIe siècle, 1947
- Étude sur les sculptures de Sainte-Foy de Conques et de Saint-Sernin de Toulouse, 1942
- Tables d'autel de marbre, 1925
- Recueil de textes relatifs à l'histoire de l'architecture et à la condition des architectes en France, au Moyen Âge, 1911-1929
- Musée national des monuments français : guide du visiteur, 1945
- French sculpture of the Romanesque period, eleventh and twelfth centuries, 1930
- Institut de France. Académie des inscriptions et belles-lettres : lu dans la séance du 8 février 1952 / Discours de M. Paul Deschamps,... à l'occasion de la mort de M. Emmanuel Walberg, 1952
- Les Châteaux des Croisés en Terre Sainte , I. Le Crac des Chevaliers: Étude Historique et Archéologique. II. La Défense du Royaume de Jérusalem: Étude Historique, Geographique et Monumentale. III. La Défense du Comté de Tripoli et de la Principauté d'Antioche: Étude Historique, Geographique, Toponymique et Monumentale, Paris (Librairie Orientaliste Paul Geuthner) 1934, 1939, and 1973.